# Москоу (Меріленд)
Москоу (англ. Moscow) — переписна місцевість (CDP) в США, в окрузі Аллегені штату Меріленд. Населення — 219 осіб (2020).

## Географія
Москоу розташований за координатами 39°32′42″ пн. ш. 79°0′20″ зх. д. / 39.54500° пн. ш. 79.00556° зх. д. (39.545025, -79.005601).  За даними Бюро перепису населення США в 2010 році переписна місцевість мала площу 0,43 км², з яких 0,42 км² — суходіл та 0,01 км² — водойми.

## Демографія
Згідно з переписом 2010 року, у переписній місцевості мешкало 240 осіб у 97 домогосподарствах у складі 74 родин. Густота населення становила 555 осіб/км².  Було 102 помешкання (236/км²).
Расовий склад населення:
| - 100,0 % — білих |

До двох чи більше рас належало 0,0 %. Частка іспаномовних становила 0,0 % від усіх жителів.
За віковим діапазоном населення розподілялося таким чином: 17,9 % — особи молодші 18 років, 54,6 % — особи у віці 18—64 років, 27,5 % — особи у віці 65 років та старші. Медіана віку мешканця становила 47,2 року. На 100 осіб жіночої статі у переписній місцевості припадало 96,7 чоловіків;  на 100 жінок у віці від 18 років та старших — 95,0 чоловіків також старших 18 років.
За межею бідності перебувало 16,4 % осіб, у тому числі 0,0 % дітей у віці до 18 років та 46,5 % осіб у віці 65 років та старших.
Цивільне працевлаштоване населення становило 72 особи. Основні галузі зайнятості: роздрібна торгівля — 36,1 %, освіта, охорона здоров'я та соціальна допомога — 29,2 %, будівництво — 11,1 %, мистецтво, розваги та відпочинок — 9,7 %.